# Sulimierz (Basse-Silésie)
Pour les articles homonymes, voir Sulimierz.
Sulimierz est un village polonais situé dans le voïvodie de Basse-Silésie, et plus précisément dans la commune de Milicz, composant la région administrative de Milicz.